# 砂漠

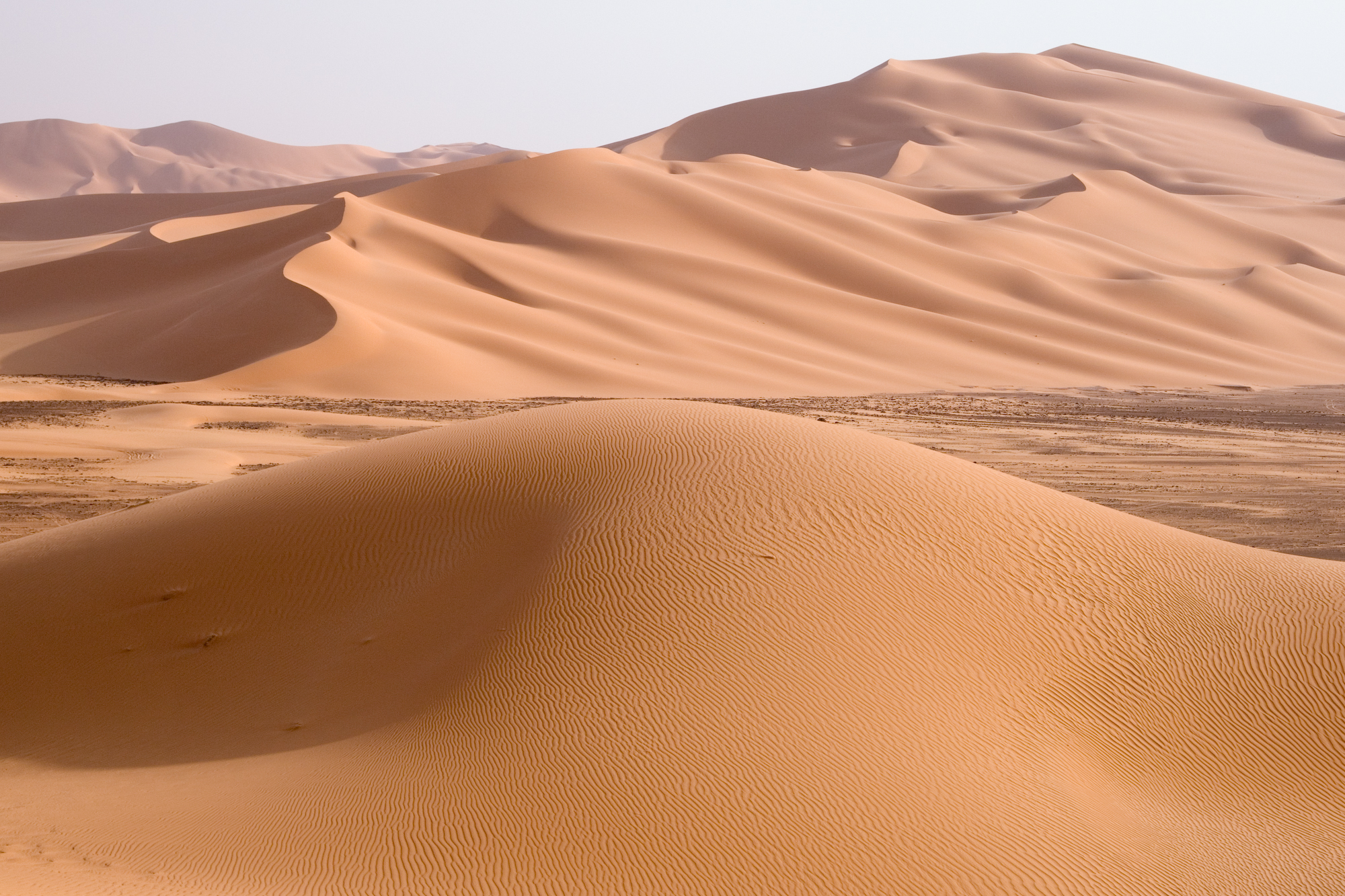
サハラ砂漠

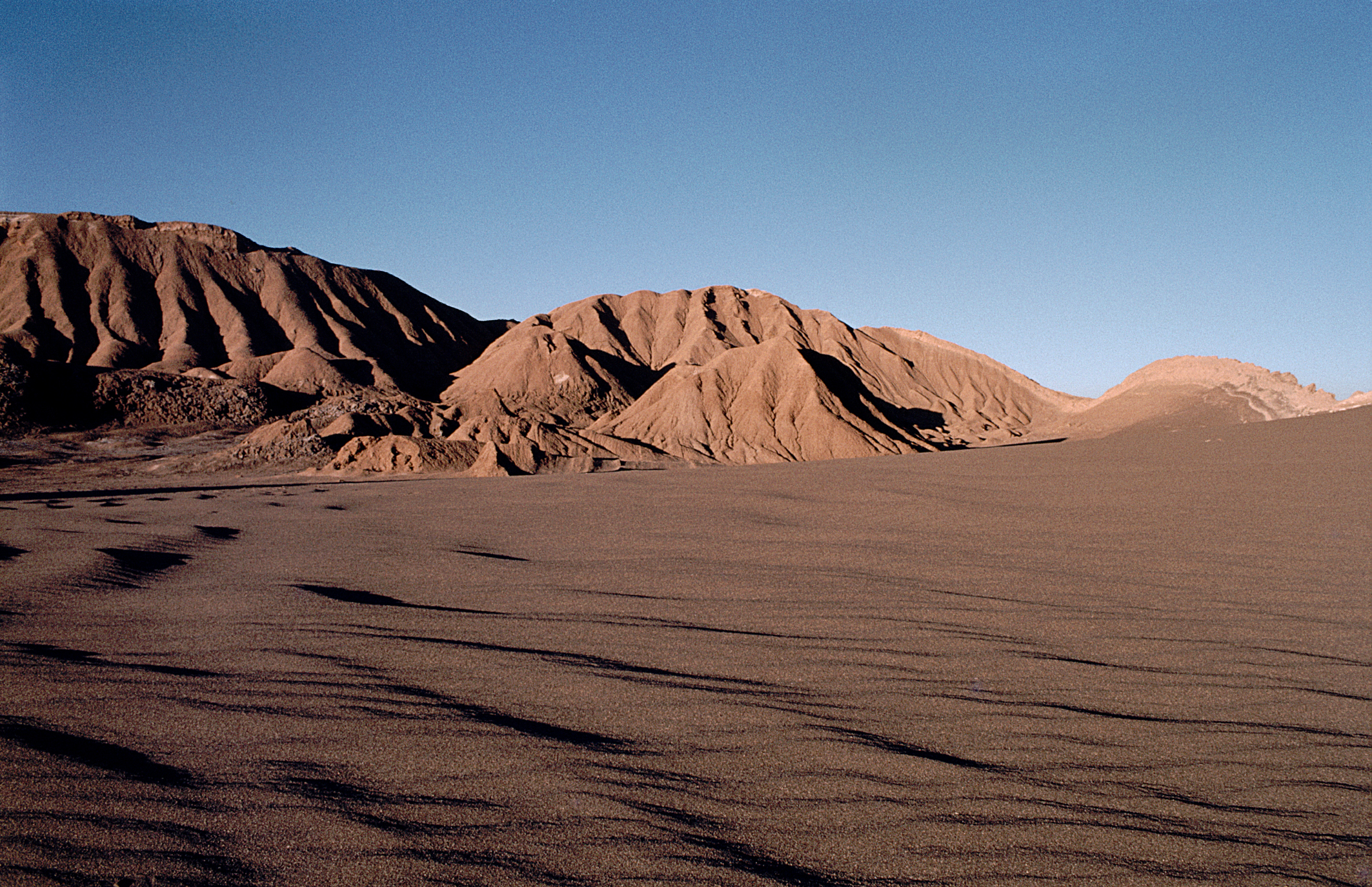
アタカマ砂漠

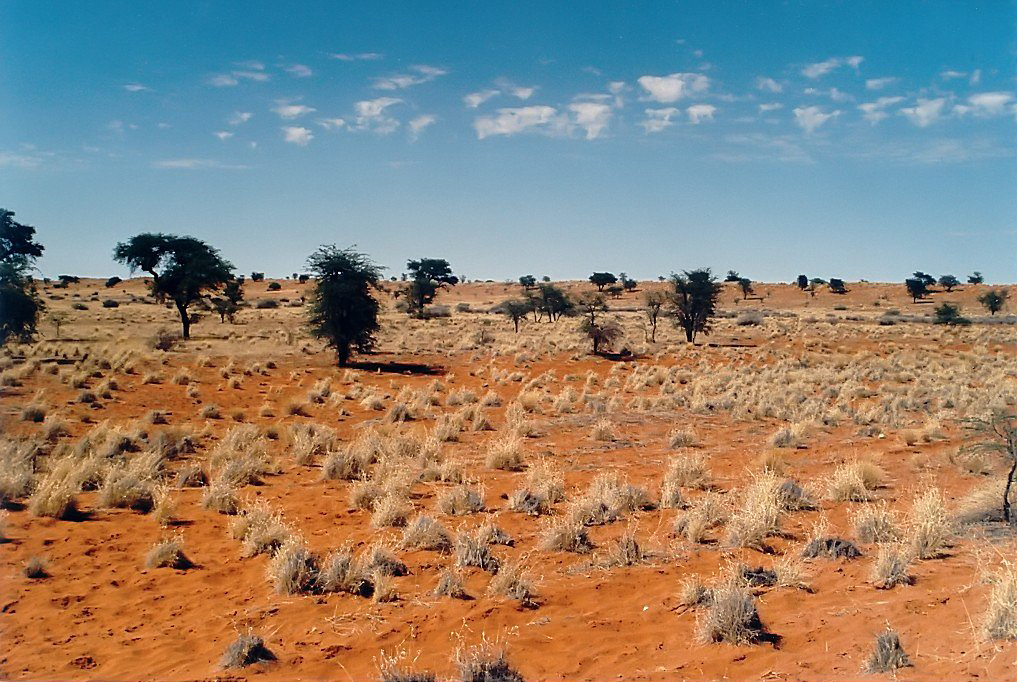
カラハリ砂漠

砂漠（さばく、沙漠）とは、降雨が極端に少なく、砂や岩石の多い土地の事。年間降雨量が250ミリメートル以下の地域、または降雨量よりも蒸発量の方が多い地域などの定義がある。地球上の陸地に占める面積は19億ha〜34億ha（約20%～25%）に及ぶ。植物がほとんど生息せず、水分も少ないため、気温の日較差が激しい。よって農業には適さず、人間の居住が難しい地域（アネクメーネ）である。砂漠地は岩石（メサ、ビュート）・礫（れき）・砂・ワジ（涸れ川）・塩湖などで形成され、砂漠地の中で水が得られる希少な場所は人などが生息できるオアシスとなる。
海の砂漠は厳密には砂漠ではないが、本項で解説する。

## 成因
砂漠を形成する要因は、以下のように大きく4つに分類される。
海岸砂漠
大陸の西側を赤道方向に向かう寒流沿いの、大陸の海岸線にみられる。寒流の上を渡る風は水蒸気の供給が少ないことと、大気が安定して上昇気流が起こりにくいことによる。緯度10〜20°の大陸西岸に分布する。海岸沿いに細長く広がり砂漠の範囲は狭いものが多いが、大気が安定しているため降雨が非常に少なく、極度に乾燥していることが多い。アタカマ砂漠、ナミブ砂漠などが含まれる。
亜熱帯砂漠（中緯度砂漠）
熱帯で生じた上昇気流が大気上層を中緯度まで移動してから下降することによって発生する亜熱帯高圧帯の影響下に一年中あることによる。緯度20〜30°にみられ、気圧帯の影響によるものなので範囲が非常に広く、サハラ砂漠やルブアルハリ砂漠のように大規模な砂漠が成立しやすいことが特徴である。ただし亜熱帯高圧帯は永久に不変というものではなく、地球の気候によって長期的には南北移動を繰り返すために、それに伴って砂漠の境界線も長期的には南北移動を繰り返す性質がある。
雨陰砂漠
パタゴニアなどが含まれ、山脈の方から吹き込む卓越風の風下となるために、下降気流地帯となるため生じる。
内陸砂漠
海から遠く、水蒸気の供給量が少ないため生じる。ゴビ砂漠、タクラマカン砂漠などが含まれる。

### 日本における「砂漠」
日本で砂漠がつく地名が国土地理院発行の地図に記載されているのは、伊豆大島の三原山山麓にある「裏砂漠」「奥山砂漠」の2か所のみである。火山岩に覆われて植生が少なく、風景が荒涼としているものの、島全体に降雨は多く厳密な意味での砂漠ではない。広大な砂礫地として知られる鳥取砂丘も砂漠と地形がよく似ているが、あくまで温帯湿潤気候下で降水量は豊富である。風で絶えず砂が動くために植物が生えにくいが、砂丘の景観を維持するためボランティアによる除草が行われているほどである。

## 土質と砂
「砂漠」という表記からの連想もあり、一般的には見渡す限り砂地が広がって風紋を織りなしている情景がよく想像されるが、実際には岩石に覆われた荒涼たる地域が主であり、砂に覆われた地域の割合は小さい。砂漠のうちでもっとも多いものは岩盤がそのまま露出した岩石砂漠（ハマダ（hamada））であり、礫（2ミリメートル以上の粒）によって覆われている礫砂漠（レグ）もかなりの範囲を占める。土砂漠は土や粘土によっておおわれた砂漠である。こうした砂漠の土壌は砂漠土と呼ばれ、植物がほとんど生育しないことから腐植が非常に少ないこと、および塩分が強いことが特徴となっている。砂砂漠（エルグ（erg））には砂地や砂丘が広がる。
砂漠の砂の組成は砂漠によって異なる。またその組成は、砂漠の成熟度に影響を受ける。砂漠においては昼夜の温度差や氷結によって岩石→礫（れき）→構成鉱物単位に分割され、さらには細粒化する。これら風化作用に対する抵抗性は鉱物によって異なり、特に石英は抵抗性が高く、成熟した砂漠で最後まで残る鉱物種となる。
成熟した砂漠の例としてはリビア砂漠（石英91.7%）、オーストラリア砂漠（同80～100%）、カラハリ砂漠（95%以上）、ナミブ砂漠の一部などが挙げられる。特にサハラ砂漠の一部であるリビア砂漠には大小の天然ガラスの塊で構成された領域が点在し（リビアングラス）、どのように生成されたのかが謎となっている。
逆にタクラマカン砂漠（36%）などはきわめて未成熟である。

## 気候

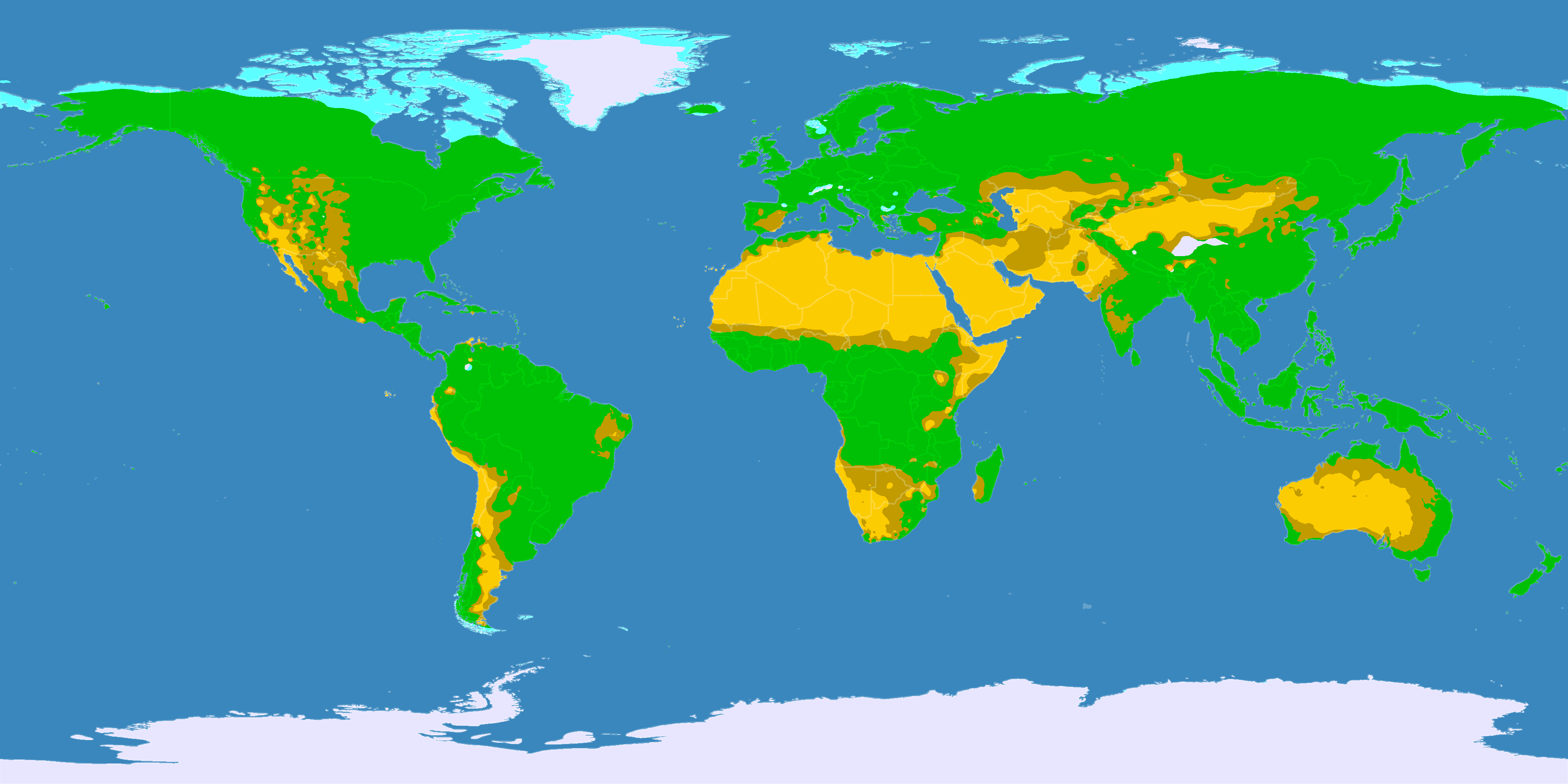
地球の乾燥気候
砂漠気候
ステップ気候
ツンドラ気候
寒帯

砂漠は植生の少ないことや晴天が続くことなどから、気温の一日の変動が非常に激しいのが特徴である。低緯度にある砂漠においては夏の日中には50度を超えるところもある一方で、冬の夜間には晴天のため気温が下がり、氷点下になる地域すらある。こうした気温変動の激しさと風の強さ、そして降雨時の流水の激しさは岩石の風化を促し、風化した岩石は砂となって砂丘を形成する。風が強いため、風食作用によってつくられる三稜石が多く存在するのも砂漠の特徴のひとつである。
砂漠は降雨量が非常に少ないが、それは湿度が低いことを必ずしも意味しない。大部分の砂漠においては確かに空気は乾燥しているが、海岸部に存在する砂漠の場合、隣接する海からの水蒸気が空気中に含まれており、湿度は高くなる傾向にある。砂漠気候に属するアラブ首長国連邦のドバイがその代表的な例であり、6月から9月にかけての夏季においては湿度が100%に達することすらある。また、アフリカのナミブ砂漠やペルーの海岸部といった海岸砂漠（西岸砂漠）の場合、砂漠の上に朝になると霧が漂うことが多く、そうした霧を取り込んで降雨の少なさを補う植物も存在する。

## 降雨と流水

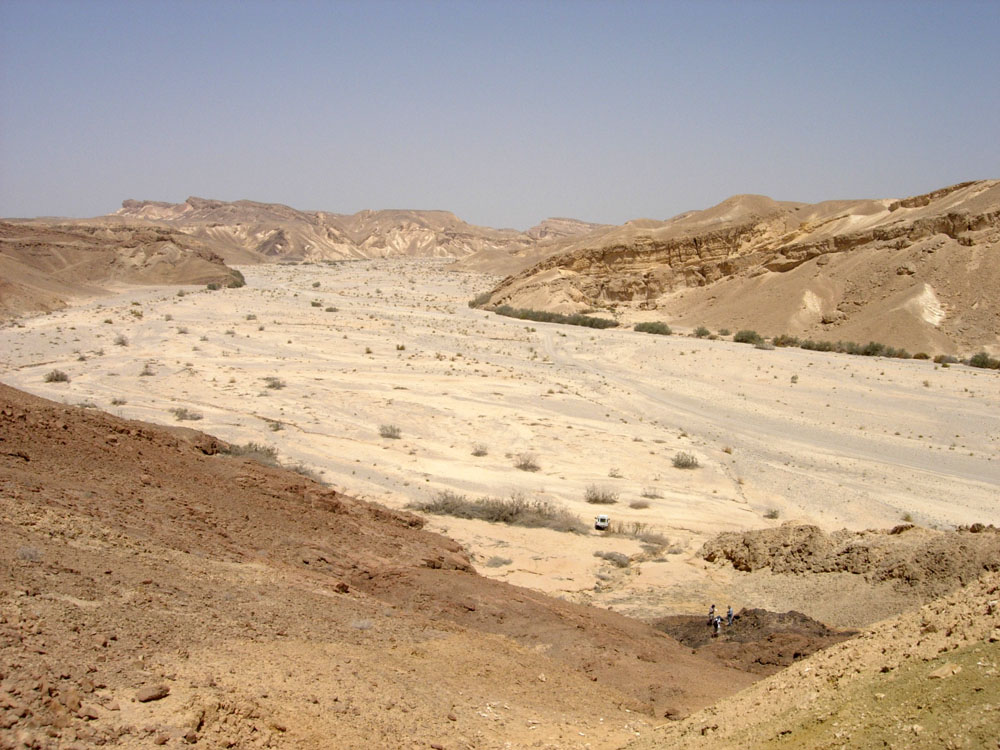
イスラエル・ネゲブ砂漠のワジ

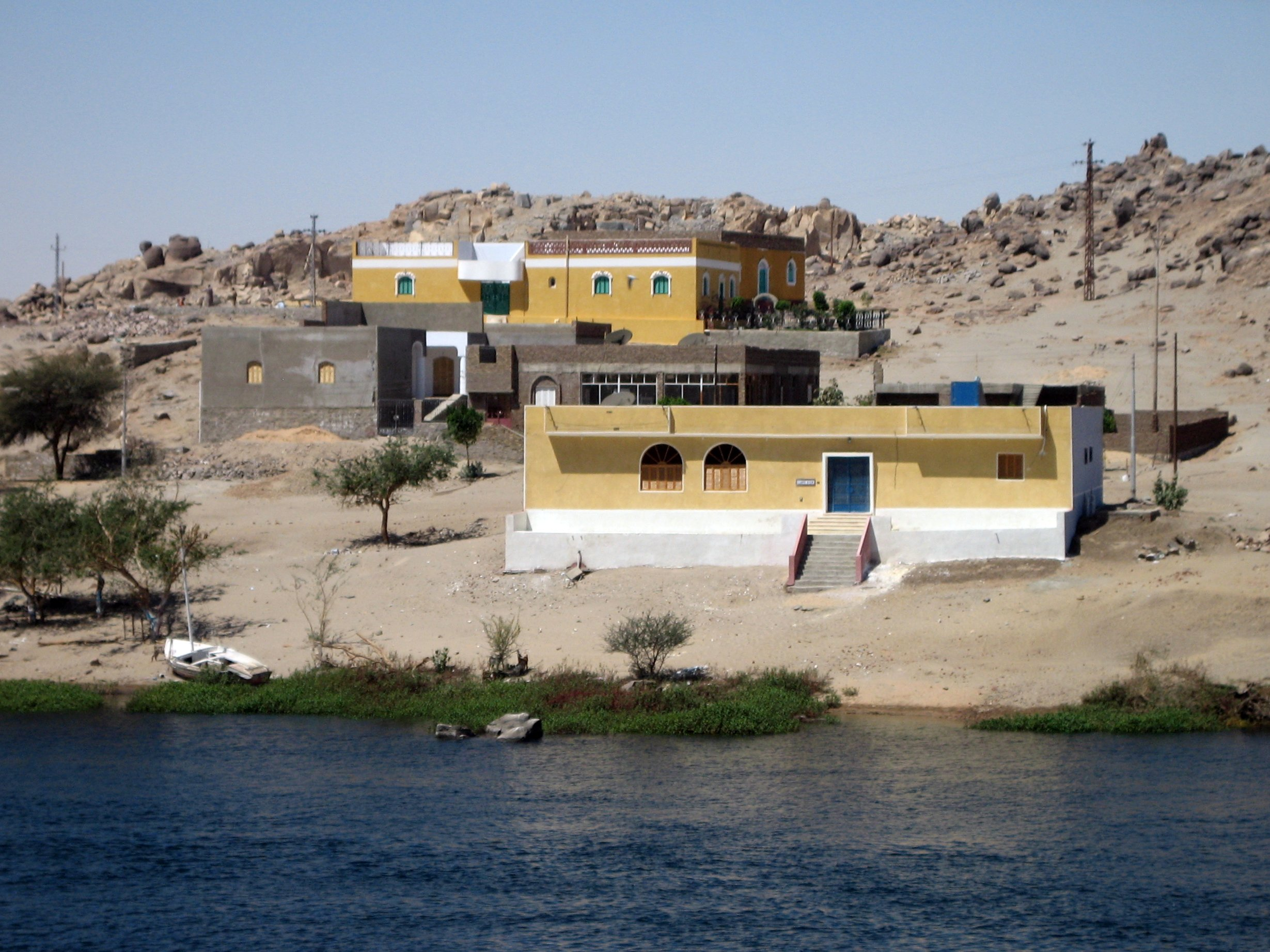
ナイル川は砂漠の中で巨大なオアシスを形成している

砂漠は降雨量が非常に少ない地域であるが、ほとんどの砂漠ではまったく雨が降らないわけではなく、年に数度から数年に一度降水があるところが多い。この場合、数日間に分けて雨が降るのではなく、一度に大量の降水があることがほとんどである。降雨の間隔は不規則で、量も一定しないため、年によって降水量の変動が激しい。サハラ砂漠の極乾燥域の場合、24時間の降水量が年間平均降水量を上回ることも珍しくない。
砂漠は乾燥しているため地面は急速に水を吸収するが、森林が存在しないため降った雨は地表にプールされることなく、降雨の大量さも相まってかなりの水が一気に地表を流れ下るため、この降雨地点近くに人間がいた場合、砂漠で洪水に見舞われることになる。こうした大量の流水はワジと呼ばれる河道を形成するが、ワジには降雨時以外に水が流れることはない。ワジは地下水が得やすいために森林が形成されることも多く、しばしばオアシスが形成されることがあるが、もともと河道であるため降水時には洪水となる。また、ワジ以外の地形にも流水の影響は色濃く表れている。山岳の斜面にある緩やかな斜面はその形状から山麓緩斜面(ペディメント)と呼ばれる。ペディメントの下には礫で覆われた扇状地が広がり、これをバハダと呼ぶ。バハダのさらに下、盆地の底部には粘土に覆われた平坦な地形が広がることが多いが、これはプラヤ（粘土平野）と呼ばれる。プラヤは豪雨時の流水によって運ばれてきた堆積物によって形成されたと考えられている。プラヤにはこの豪雨時に周囲から運ばれてきた塩分も堆積することが多く、しばしば岩塩を産出する。また、プラヤの土壌の多くはアルカリ性を示す。
また、ワジではなく通年流水のある河川が砂漠の中を流れることがある。こういった河川は砂漠の外で大量の降雨がある地域から砂漠に流れ込むもので、外来河川と呼ばれる。砂漠の河川にはタリム川やアムダリア川、シルダリア川のように砂漠の中で完結して外部へと流出しない内陸河川が多い。こうした内陸河川の末端には、アムダリア川やシルダリア川の注ぎ込むアラル海やヴォルガ川の流れ込むカスピ海、タリム川のかつて流れ込んでいたロプノールのように湖が形成されることが多い。こうした砂漠の湖のほとんどは、流入河川から長年かけて流れ込んだ塩分が凝縮され、塩湖となっていることがほとんどである。また、湖を形成する前に砂漠の途中で消滅してしまいワジとなる河川も多い。こうした中、チグリス川、ユーフラテス川、ナイル川、コロラド川のように砂漠を貫流し海へと注ぐ河川も存在する。こうした河川は砂漠の住民にとって貴重な水の供給源であり、中でもナイル川は巨大なオアシスを形成し、人類最古の文明のひとつである古代エジプト文明を育んだ。

## 生態系

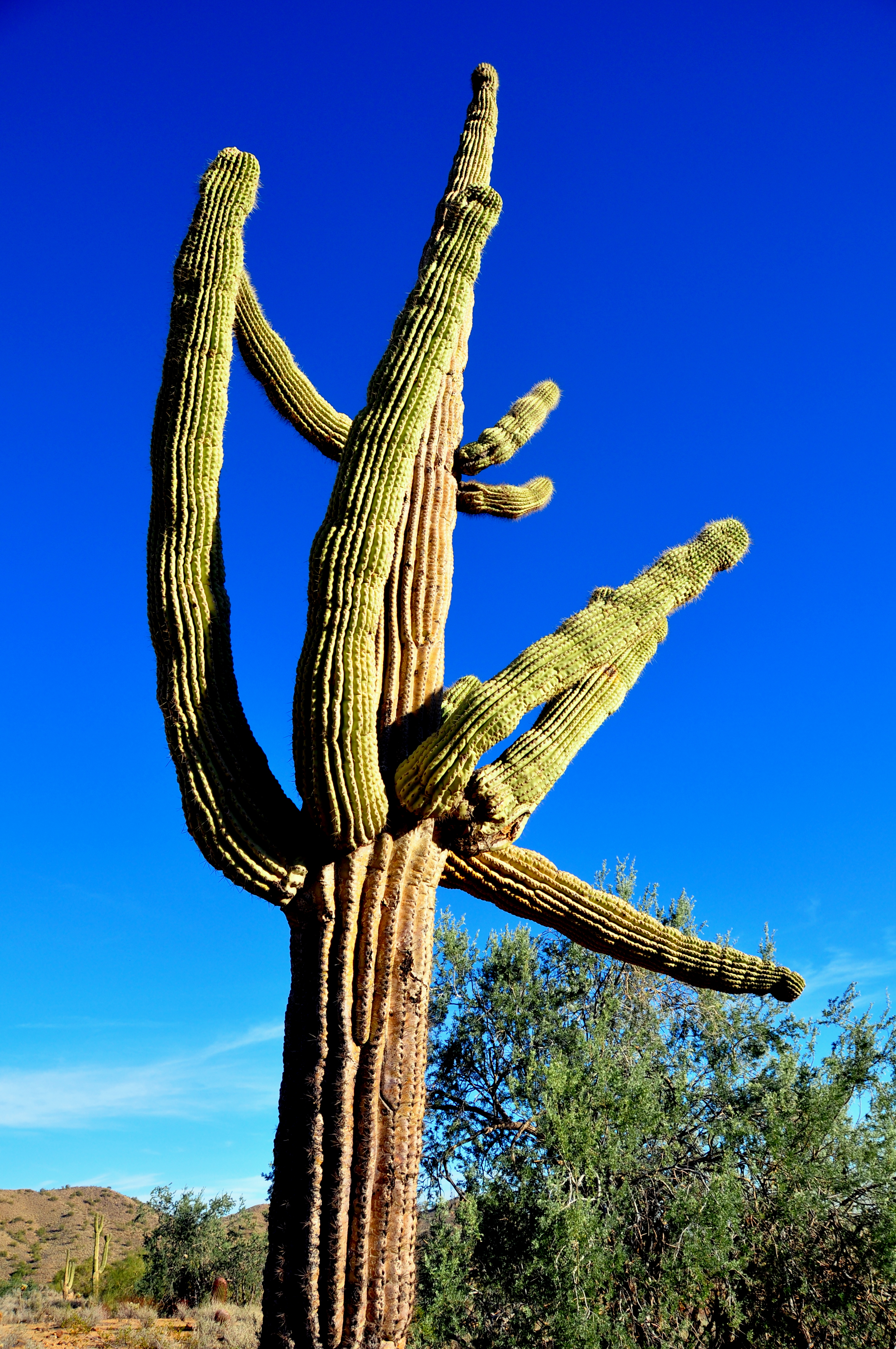
サボテン。多肉植物は砂漠に適応した植物のひとつである

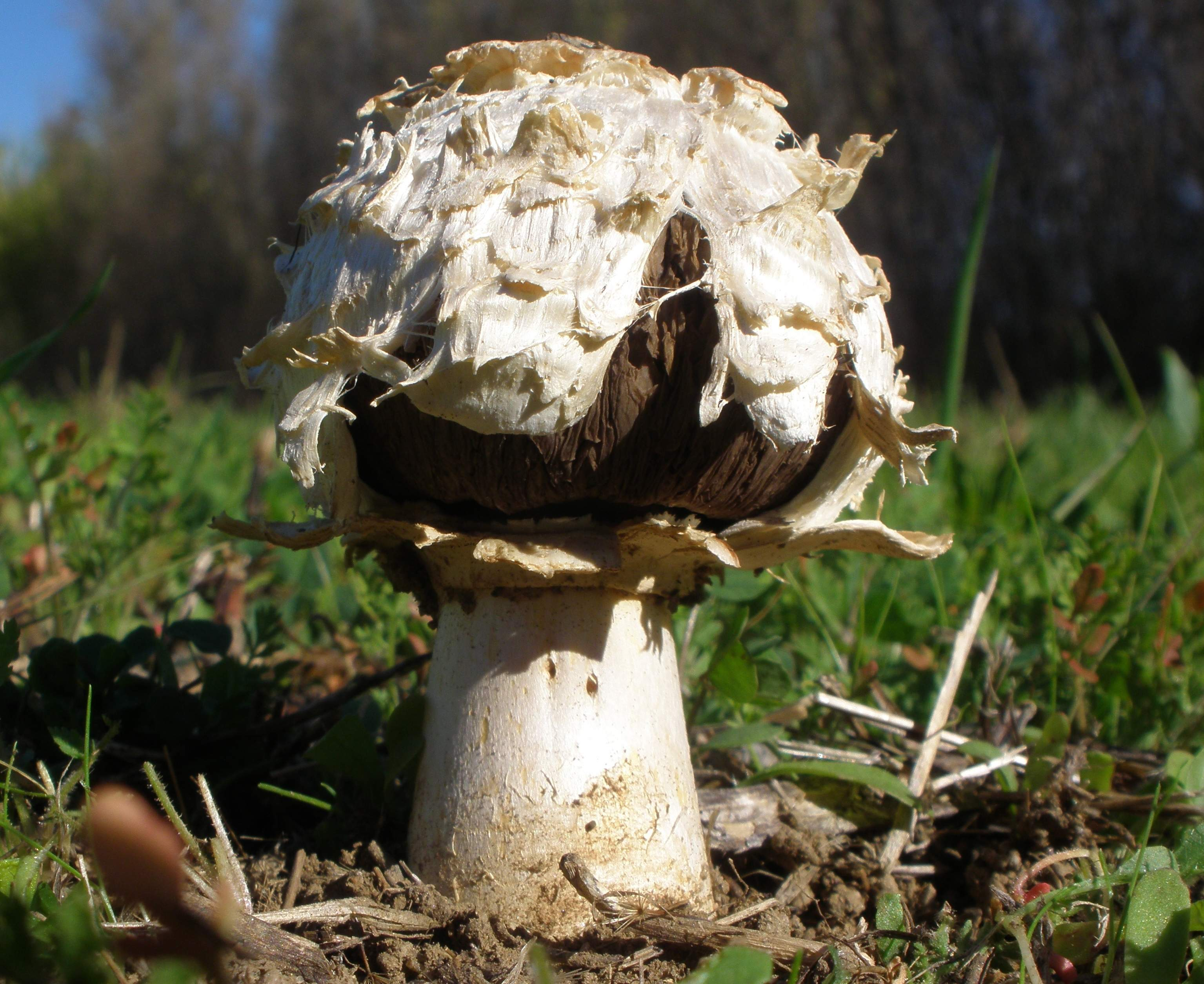
アメリカ西部から南西部にかけて生息するハラタケ科のキノコ Agaricus deserticola 。表皮が乾燥・ひび割れると、成熟した胞子が放出される

砂漠は植生がほとんど存在しないため、植物を食料とする動物の生息も少ないが、植物・動物ともにまったく存在しないわけではなく、乾燥地に適応した種が各地に生息しており、独自の生態系を形成している。砂漠に生育する植物は水分不足と昼の暑熱に対応するため、サボテンに代表される多肉植物のように葉などの内部の柔組織に大量の水を蓄えるものや、逆に葉をなくして棘や茎で光合成を行うもの、根を地中深く張り巡らせて地下水の水脈から水を吸い上げるものというような多様な進化を遂げてきた。また同様に、昼間の乾燥と暑熱に対応するため、砂漠の植物は他の気候では昼間に開く気孔を閉じ、夜間にのみ気孔を開くものが多い。種子などの形で休眠し、降雨があると急速に成長し花を咲かせて大量の種子を残し、短い期間で枯れるタイプもある。乾燥地の土壌は塩分を含んでいることが多いため、耐塩性も高い植物が多い。砂漠内の例外としてオアシスは水を得ることができるため、多様な植物・動物が生育できる場所である。砂漠に生えるキノコは、襞が傘の内部に取り込まれたセコティオイド菌類が多く、胞子が成熟したあとで表皮が割れ、胞子が露出するのが特徴である。
また、砂漠の砂は風によって巻き上げられ、遠く遠洋や他大陸にまで到達する。たとえばサハラ砂漠において巻き上げられる砂塵の量は年間20億から30億トンにもなり、2月から4月にかけてはカリブ海や南アメリカ大陸に、6月から10月にかけてはフロリダ州などに降り注ぐが、こうした砂は各地に害をもたらす一方、各大陸や海洋生態系にとって重要な栄養素の供給源ともなる。また、サハラ砂漠の熱はシロッコとして南ヨーロッパに運ばれ、緯度のわりに温暖な気候をもたらしている。
関連項目
- 休眠 ‐ 雨季が来るまで、一部の動物の卵や植物の種子は休眠状態となる。
- スーパーブルーム（英語版） ‐ 雨季に砂漠で休眠していた草花が開花する現象。
- 海霧 ‐ 一部の砂漠は海からの朝霧によって水分が供給され、その水分を動植物はうまく活用する。
- 乾性動物（英語版）

## 人文

カナートの横断面

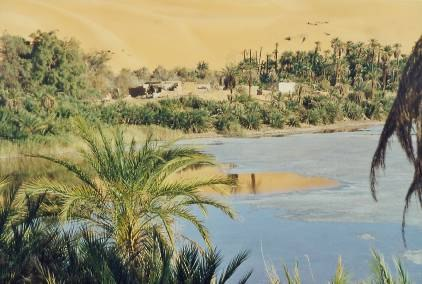
オアシス（リビア）

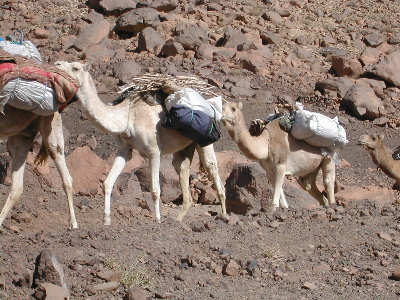
アルジェリアのヒトコブラクダのキャラバン。ラクダは砂漠に適応した家畜であり、砂漠交易を飛躍的に拡大した

砂漠の大部分は農耕が不可能であり、大部分は人類が定住することが不可能な地域となっているが、古来よりオアシスに農耕民が定住し、ナツメヤシなどの栽培を行い生計を立てていた。こうしたオアシスにおいては、しばしばフォガラやカナートといった地下水路が建設され、オアシスにまで水を引き込んでいた。こうしたオアシス農業はしばしば多くの人口を支えるに十分なものとなり、オアシス都市を形成する基盤となった。こうした砂漠定住民の伝統的生活様式は、たとえば家屋においては雨がほとんど降らず排水の必要がないため屋根が平らであり、また外気を遮り直射日光を避けるために窓が非常に小さく、そして多くが日干し煉瓦を用いて作られていた。また衣服においては直射日光や砂塵から身を守るために、ゆったりとした衣服で全身を覆い露出部分を非常に小さくするなど、砂漠の気候に適応したものとなっていた。
こうしたオアシス定住民のほかに、旧大陸の各地の砂漠には遊牧民が存在していた。砂漠の有用性が飛躍的に向上したのは、ラクダを家畜化することに成功したのちのことである。ラクダは乾燥地に適応した家畜であり、肉や乳を食用とすることもでき、ラクダ乳はしばしば遊牧民の主食ともなっていたが、もっとも有用性を発揮したのは運輸の分野においてである。ラクダは荷役動物として使用することが可能であり、ラクダを使用することでそれまで不可能であった砂漠越えの交易が可能になった。これによりオアシス都市をつなぎながらタクラマカン砂漠を越える東西交易のメインルート、いわゆるシルクロードが使用可能となり、大航海時代の到来まで東西交易の柱となっていた。こうした交易の利益によって、オアシス都市はしばしば小規模な都市国家（オアシス国家）を形成した。また、3世紀にはサハラ砂漠にもラクダが伝来し、これによってサハラ砂漠を南北に越える商業ルートの開設が可能となり、サハラ交易が開始された。このサハラ交易は北の塩と南の金の交易を柱とするものであり、この交易の生む富によってサハラの南に位置するサヘル地帯には、ガーナ王国やマリ王国、ソンガイ王国、カネム・ボルヌ帝国といった大規模領域国家が成立することとなった。
砂漠にも、オアシスや海岸を中心として大都市が形成されることがある。ナイル川沿いに位置するカイロや、アラビア湾岸に位置するドバイなどがその例である。海岸部の砂漠、特に資金と燃料に恵まれるペルシャ湾岸諸国においては海水の淡水化によって豊富な生活用水が確保され、ドバイのほかにも大都市が形成されるようになっている。また、砂漠は水の供給の問題さえ解決できれば、日照にも恵まれ必ずしも住みにくい場所ではないところも多く、アメリカのラスベガスのようにコロラド川からの引水によって大観光都市に成長したところも存在する。アメリカでは、ほかにアリゾナ州のフェニックスなども快適な気候とエレクトロニクス工業の発展によって移住者を集め、第二次世界大戦後に急速に発展した都市であり、フェニックスのみならずメサやグレンデールといった近郊都市にまで発展は拡大している。
また、砂漠は日照に恵まれるため、水さえ確保できれば農業の好適地になりうる。このため、アメリカの半砂漠やサウジアラビアなどアラビア半島の産油国では、地下水をくみ上げスプリンクラーでセンターピボット農法を行ったり、あるいは海水を淡水化した水を使って大農園を作るなどして砂漠の農地化が行われている。ただしこうした大規模な灌漑農業の場合、砂漠では土地の塩性化が起こりやすく、これを防ぐために排水路を設けたうえで塩性の低い水を土の上にかけ、塩分を流し去ることなどが行われる。ただし、この塩性化管理はかなり精密なコントロールが必要なものであり、無秩序な灌漑を繰り返した場合、塩害が非常に深刻なものとなって耕作地を放棄せざるを得ない場合も多い。砂漠地下水は化石水が多く新規供給がほとんどないため、大量に使用した場合、地下水位の大幅な低下や、最悪の場合、枯渇を招くこともある。リビアにおいてはサハラ砂漠中に眠る化石水をくみ上げ、トリポリやベンガジといった海岸部の大都市や農園地帯に水を供給するリビア大人工河川というプロジェクトが実行され、一部供用されているものの、こうした化石水は現在の気候状況下においては補充が不可能なものであり、枯渇の危険性が懸念されている。
また、これとはまったく別個の発想で、農園に張りめぐらせたホースのところどころに穴をあけ、必要最小限の水だけを植物に与える点滴農法と呼ばれる農法も存在する。この農法は水資源が非常に少なくても実行でき、霧の発生する海岸砂漠では除湿機を設置するだけである程度必要量の水が確保できるうえ、水分が最小限で済むためほぼ土地の塩性化が起こらないなどの利点が存在するが、一方で非常に手間がかかり、維持管理コストが高くなるという問題点もあるため、さほど一般的な農法とはなっていない。
このほか砂漠に居住地が形成される例として、砂漠に眠る資源が採掘され鉱山が形成される場合がある。アルジェリアのハシメサウド油田やサウジアラビア、クウェート、アラブ首長国連邦、カタールなど、砂漠に油田を持つ国は数多い。このほか、モーリタニアのズエラット鉄鉱山やオーストラリアのマウントニューマン鉄鉱山、チリのチュキカマタ銅鉱山、ニジェールのアーリットウラン鉱山などのように、人里離れた砂漠の真ん中に鉱山町が形成されているケースも多い。こうした場合、鉱山運営や労働者の生活に必要な水は遠隔地から運搬する必要があるが、チリやオーストラリアなどでパイプラインによって水を運ぶ場合、導水管が数百キロに及ぶこともある。砂漠の鉱物資源として近年注目されつつあるのが、塩湖に堆積した各種資源である。特にリチウムイオン電池などで急速に需要の増大しているリチウムは塩湖において濃縮しやすく、可採埋蔵量の大半が砂漠塩湖に存在する。中でも、もっとも莫大な埋蔵量を持つのがボリビアのウユニ塩湖であるが、この採掘によって生態系や観光産業への悪影響も懸念されている。
砂漠はその独特の自然環境から、観光地としても一定の人気を有する。砂丘やオアシスなどの美しい自然を眺めるほか、ボリビアのウユニ塩湖のような塩湖・塩原も白く輝く景色が人気を集めている。こうした通常の観光のほか、砂漠を四輪駆動車などで疾走するオフロードツーリングも人気が高いが、こうしたオフロードツーリングは地表面を覆っていた地衣類や酸化鉄などによる地表被膜をはがし、ダストの原因となるとの指摘もある。このほか特殊な利用法として、天体観測地としての利用法がある。砂漠は年間を通じて晴天に恵まれ、さらに海岸砂漠を除いては赤外線を吸収する水蒸気が非常に少ないうえ、人間活動が少ないため電波干渉なども起こりづらく、天体観測地としては非常な好適地となっている。こうした天体観測地としての利用がもっとも多いのはチリのアタカマ砂漠であり、 アタカマ大型ミリ波サブミリ波干渉計（ALMA）、ヨーロッパ南天天文台のパラナル天文台、ラ・シヤ天文台、ラスカンパナス天文台にある日本のなんてんやマゼラン望遠鏡、ASTE望遠鏡など多数の天体望遠鏡や天文台が集積し、地上における天体観測のメッカとなっている。このほか、ナミビアのナミブ砂漠にはこの美しい星空を求めて観光客が訪れるようになっている。
このほか、21世紀に入り注目されるようになった利用法として、太陽光発電が挙げられる。砂漠はほとんど降雨がなく、一年中晴天に恵まれるために利用できる太陽光エネルギーが非常に大きく、このため大規模な太陽光発電所を砂漠に設置して大量の電力を供給する計画が各所で構想されている。しかし太陽光発電はパネルの寿命や発電効率などに問題があるため、それに代わって太陽光をレンズや反射鏡を用いた太陽炉で集光することでタービンを回し汽力発電の熱源として利用する、いわゆる太陽熱発電（集光型太陽熱発電）が2010年代に入り注目を浴びるようになってきた。特に注目されているのは電力の大消費地たるヨーロッパ大陸に近いサハラ砂漠であり、中でもモロッコがこの事業には積極的である。2016年2月4日には、モロッコ南部の都市ワルザザート近郊にて160メガワットの発電量を持つヌール1発電所が完成し、操業を開始した。このほか、アメリカやインドのラジャスタン州やパキスタン、イスラエルのネゲブ砂漠などで砂漠における太陽光・太陽熱発電計画は進んでいるが、鳥などの野生生物に与える被害や当初予定よりコストが高額になるなど問題点も多い。

## 砂漠化

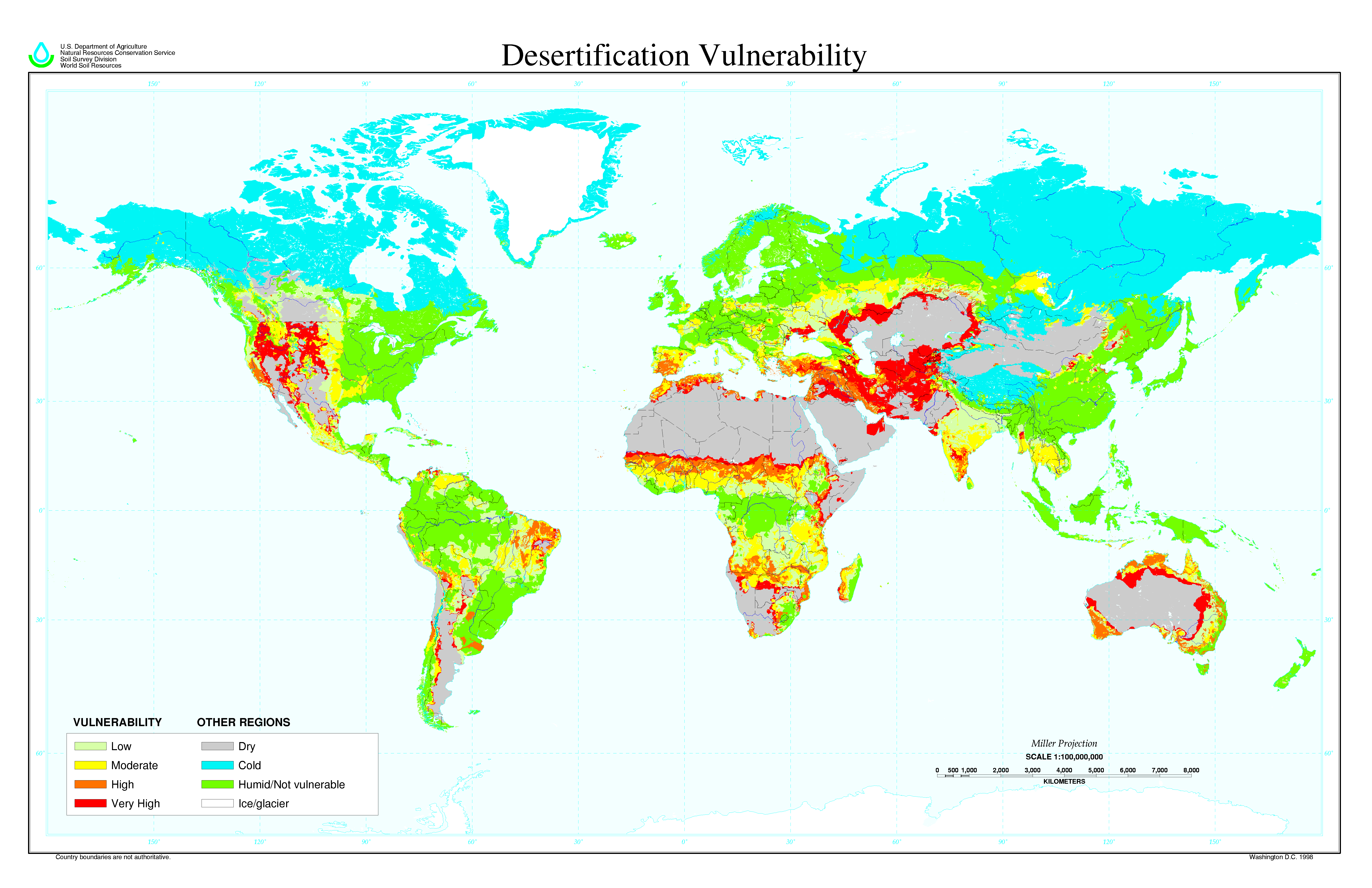
世界の砂漠化危険度マップ

地球上の砂漠は、毎年600万ヘクタールの規模で拡大を続けている。これは、上記のような気候による影響だけではなく人間の活動にともなう要素が大きい。こうした、それまで砂漠ではなかった場所が砂漠となることを砂漠化という。砂漠化にはそれまでの土壌が雨や洪水、風などによって流出し基盤が露出し植物が生育できなくなる土壌流出、土壌中における塩類濃度が上昇し、植物が育成できなくなる塩性化、周辺にあった砂丘から砂漠ではない地域に砂が流れ込み、農地などを飲み込んでしまう飛砂や流砂などがある。砂漠化はその地域に居住する人々の食料生産ができなくなることや、二酸化炭素の吸収源である森林が減少し、地球温暖化を加速させるなどという深刻な影響がある。こうした砂漠化を進行させる原因としては、森林の過剰な伐採により土地の保水能力が衰えることや、家畜の過放牧、過剰な焼畑農業、過度の灌漑による土地の塩性化などが指摘されている。中央アジアに位置するアラル海においては、湖に流れ込むアムダリア川とシルダリヤ川の2つの大河の水量が沿岸地域における過度の灌漑やカラクム運河への分水などによって大幅に減少してしまい、湖に流入する水がほぼなくなったために湖水の面積が急速に縮小し、かつてのアラル海のほとんどは乾燥した塩原となってしまっている。こうした砂漠化の進行を防ぐために、砂漠縁辺でのグリーンベルトの造成や草方格による砂丘移動の防止などさまざまな対策が取られているが、実効性は上がっているとはいえない。
なお、こうした砂漠化防止とは別に、もともと砂漠だった場所に植物を成育させ緑地化する、いわゆる砂漠緑化も行われているが、これは本来の砂漠から緑地へと自然を改変するものであり、生態系の維持などの点から批判がある。
不確定要素はあるものの、1980年と2000年を比べると、サハラ砂漠とその周辺では、降雨量の増加により緑化が進行しているとされる。

## 表記
当用漢字制定前は「沙漠」「砂漠」ともに使用されていたが、「沙」が当用漢字から外れたために「砂漠」のみが使用されるようになった。なお、「沙」も「砂」も「すな」という意味を持つ漢字である。また、「漠」という字は「砂原」とともに「広々とした様」の意味もある。
学術用語としては “desert” に対して「砂漠」という訳語が当てられる。このため、学術用語の「砂漠」はすなじ（砂地/沙地）だけを指すものではないことは既述のとおり。中国語では沙漠（砂漠）・砾漠（礫漠）・岩漠・泥漠・盐漠（塩漠）などの総称として「荒漠」を用いることがある。

## 砂漠一覧

バルハン(三日月型砂丘)の形成

### アジア
- カヴィール砂漠（イラン）
- カラクム砂漠（トルクメニスタン）

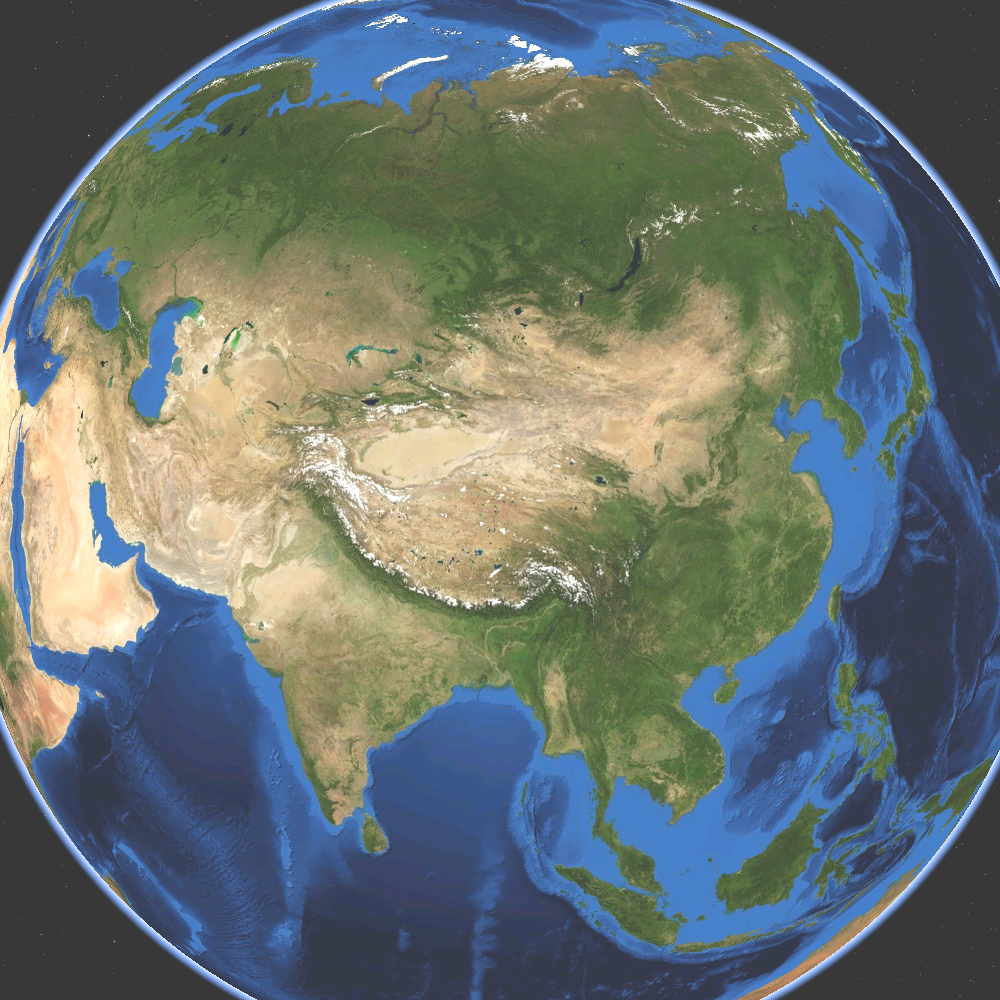
ユーラシア大陸の砂漠。

- キジルクム砂漠（ウズベキスタン、カザフスタン）
- クブチ(庫布其)砂漠（中国・オルドス高原北西）
- グルバンテュンギュト（古爾班通古特）砂漠（中国・新疆ウイグル自治区）
- ゴビ砂漠（モンゴル、中国・内モンゴル自治区）
- サルイイシコトラウ砂漠（カザフスタン）
- シリア砂漠（シリア、ヨルダン、イラク、サウジアラビア）
- タール砂漠（インド、パキスタン）
- タクラマカン（塔克拉瑪干）砂漠（中国・新疆ウイグル自治区）
- ダフナー砂漠（サウジアラビア）
- ネゲヴ砂漠（イスラエル、パレスチナ）
- ネフド砂漠（サウジアラビア）
- ハジャラ砂漠（イラク）
- バダインジャラン（巴丹吉林）砂漠（中国・内モンゴル自治区）
- ホルチン砂漠（中国・内モンゴル自治区）：日本から1500kmと最も近くにある砂漠。
- ムウス(毛烏素)砂漠（中国・オルドス高原南東）
- モインクム砂漠（カザフスタン）
- ルート砂漠（イラン）
- ルブアルハリ砂漠（サウジアラビア、アラブ首長国連邦、オマーン、イエメン）
- レギスタン砂漠（アフガニスタン）
- ガンベリー砂漠（アフガニスタン）

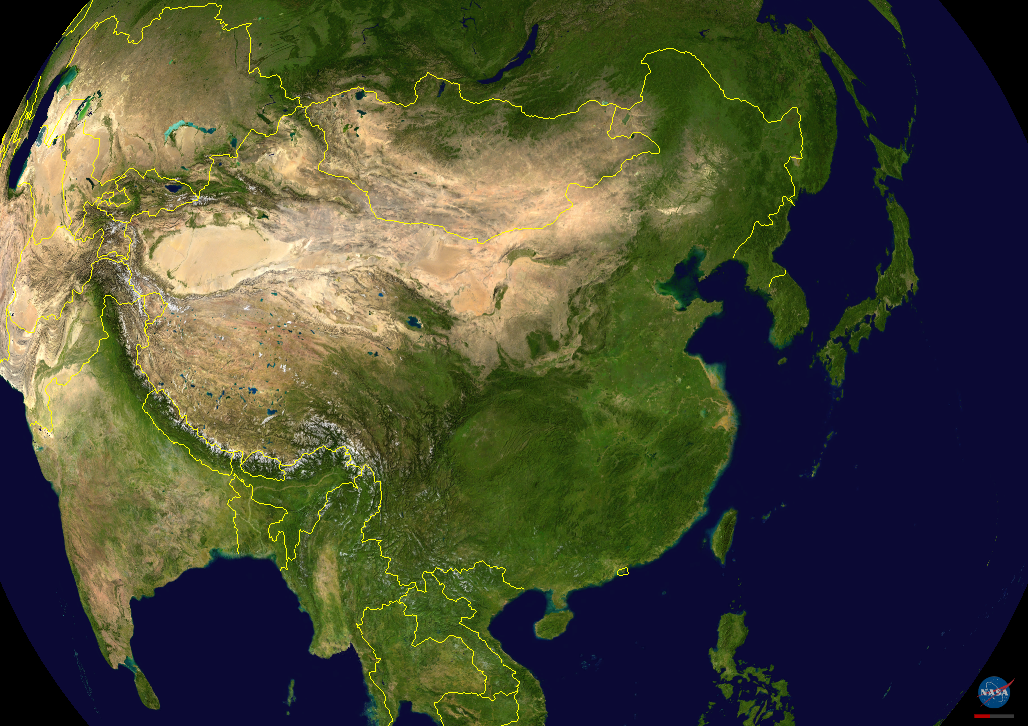
中央・西アジアの砂漠。
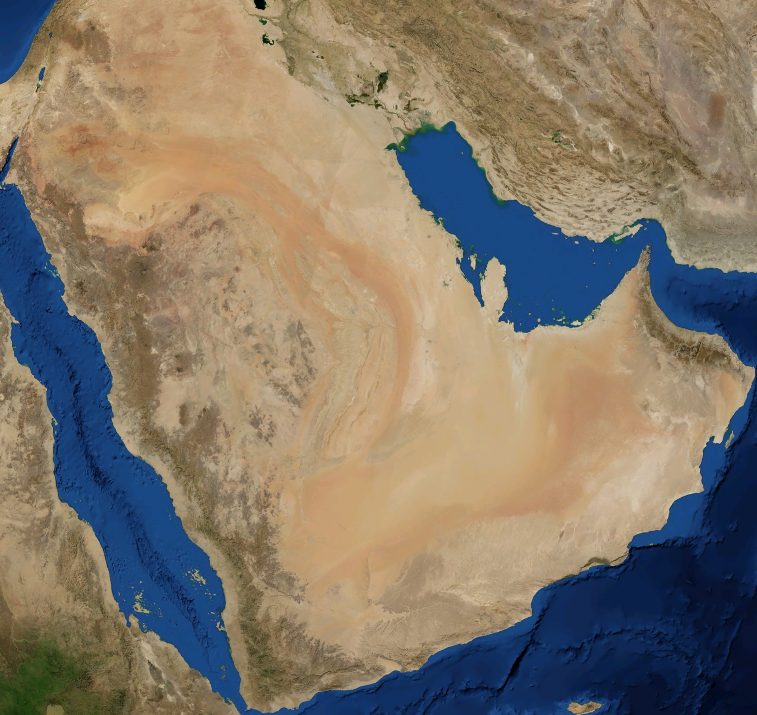
アラビア半島の砂漠。

### アメリカ
- アタカマ砂漠（チリ）
- グレートサンディ砂漠（アメリカ合衆国）

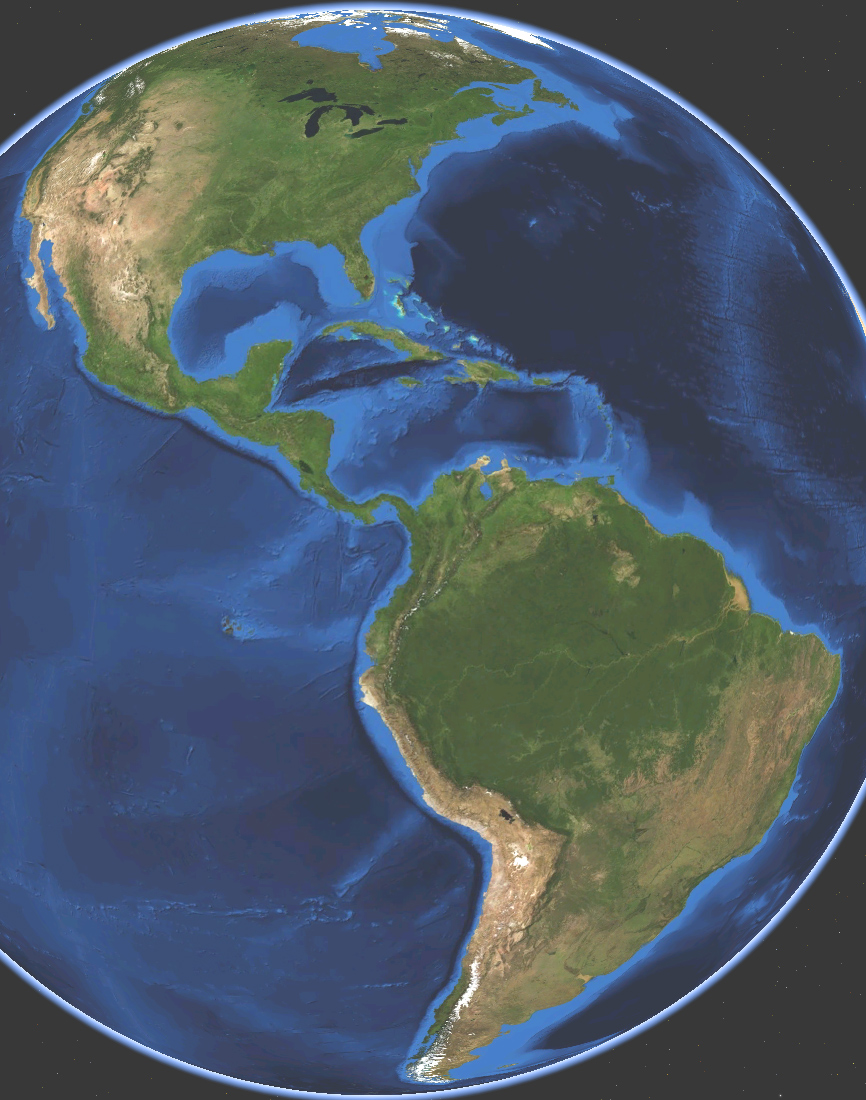
アメリカ大陸の砂漠

- グレートソルトレーク砂漠（アメリカ合衆国ユタ州）
- グレートベースン砂漠（アメリカ合衆国）
- コロラド砂漠（アメリカ合衆国、メキシコ）
- ソノラ砂漠（アメリカ合衆国、メキシコ）
- ブラックロック砂漠（アメリカ合衆国ネバダ州）
- ペインテッド砂漠（アメリカ合衆国）
- モハーヴェ砂漠（アメリカ合衆国カリフォルニア州）

### アフリカ

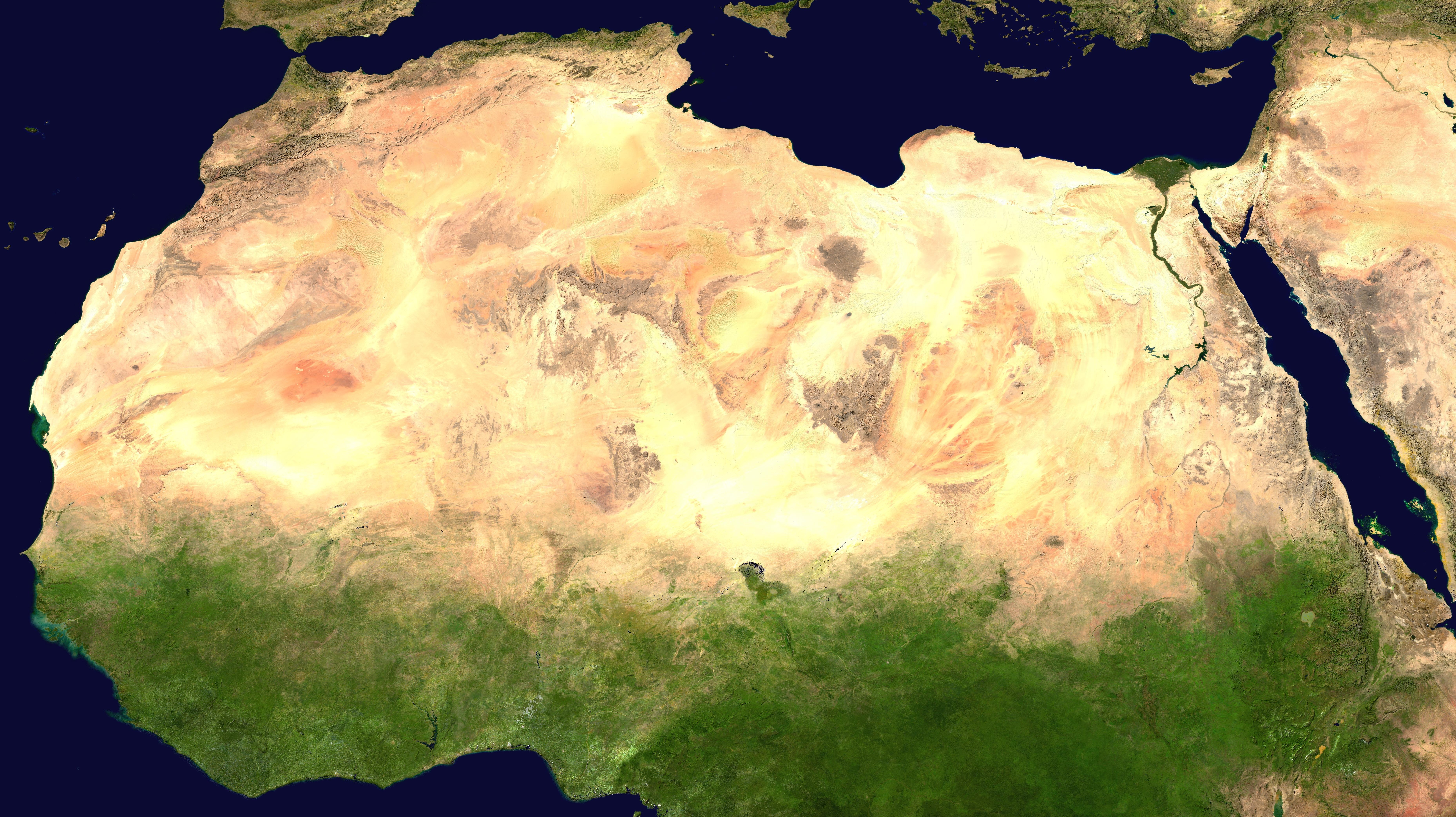
サハラ砂漠。大きさは900万平方キロに及ぶ

- カラハリ砂漠（ボツワナ、ナミビア、南アフリカ共和国）
- サハラ砂漠（エジプト、リビア、チュニジア、アルジェリア、モロッコ、西サハラ、モーリタニア、マリ、ニジェール、チャド、スーダン）
- ナミブ砂漠（ナミビア）
- ニーリ砂漠（ケニア）
- ヌビア砂漠（スーダン）
- リビア砂漠（リビア、エジプト）
- シャルキーヤ砂漠（エジプト）
- ガルビーヤ砂漠（エジプト）
- ワラーヌ砂漠（モーリタニア）
- ビルマ砂漠（ニジェール、チャド）
- オリエンタル砂漠（アルジェリア、チュニジア）

### オセアニア
- カウ砂漠（アメリカ合衆国ハワイ州）

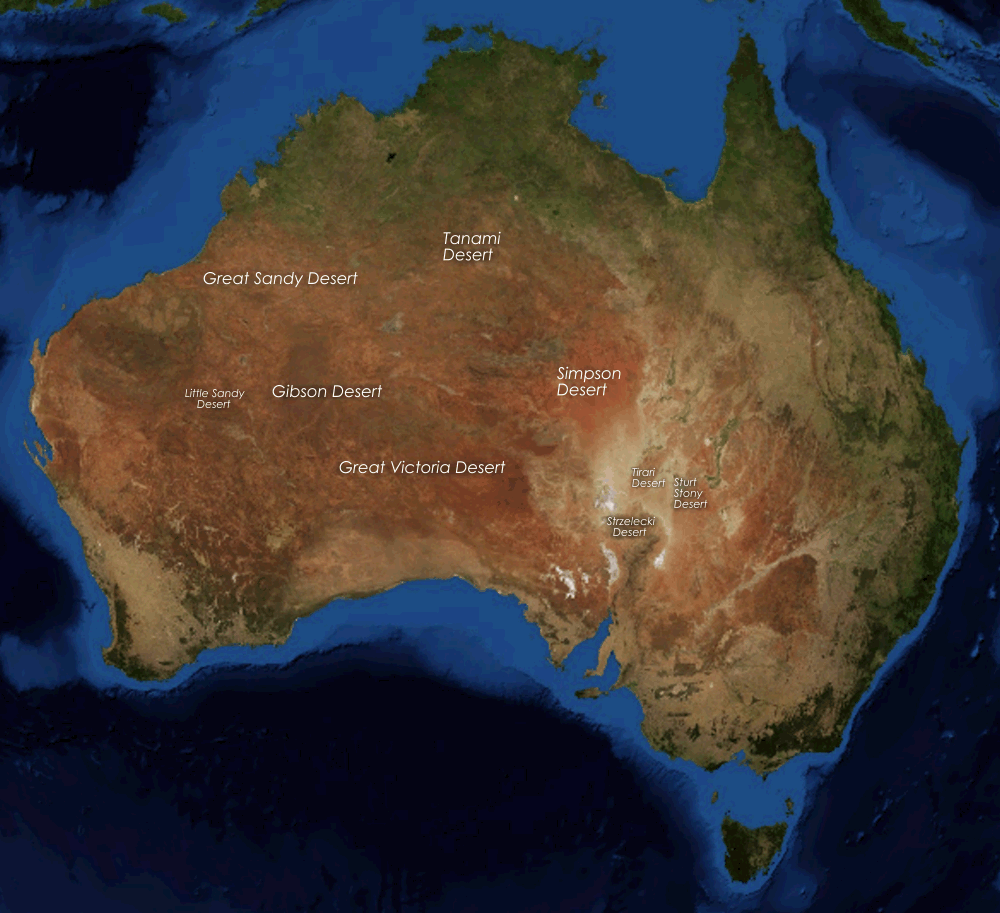
オーストラリア大陸の砂漠

- ギブソン砂漠（オーストラリア・ウェスタンオーストラリア州）
- グレートサンディ砂漠（オーストラリア・ウェスタンオーストラリア州）
- グレートビクトリア砂漠（オーストラリア・ウェスタンオーストラリア州、サウスオーストラリア州）
- シンプソン砂漠（オーストラリア・北部準州、サウスオーストラリア州、クイーンズランド州）
- タナミ砂漠（オーストラリア）
- スタートストーニー砂漠（オーストラリア・サウスオーストラリア州、クイーンズランド州）

### 南極
- 南極大陸（南極大陸は大陸全土が砂漠と言われている）

## 世界の10大砂漠

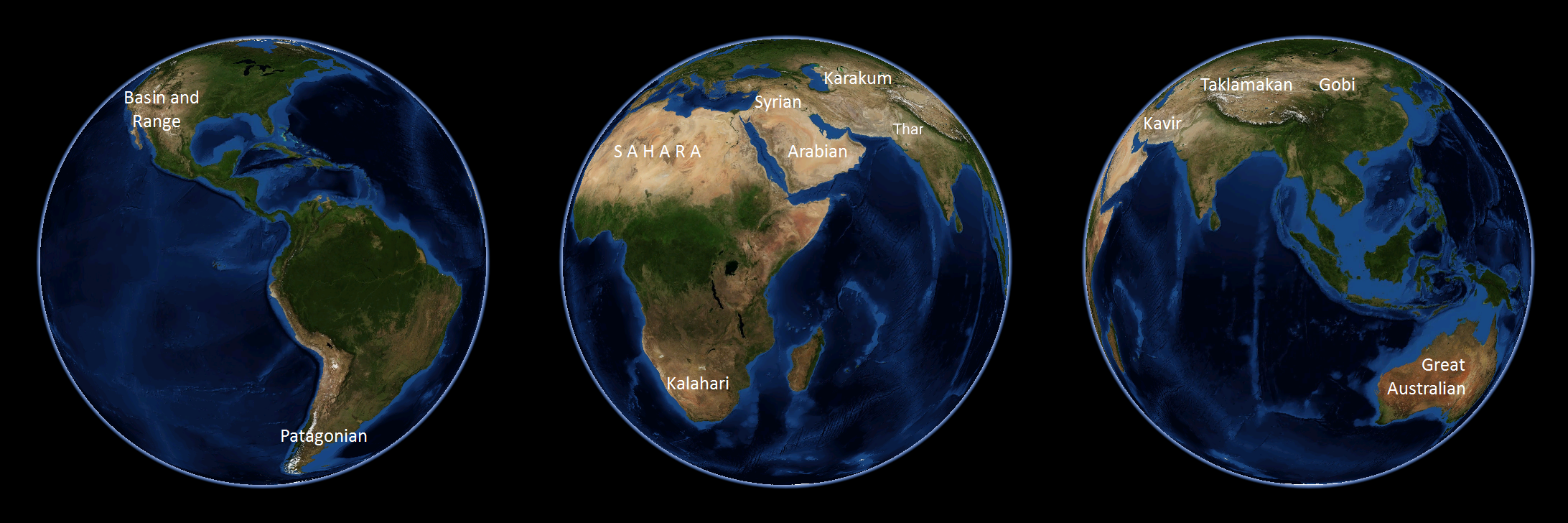
極地を除く世界の大砂漠

| 順位 | 名前                                     | 面積（km2） | 面積（mi2） |
| ---- | ---------------------------------------- | ----------- | ----------- |
| 1    | 南極                                     | 14,200,000  | 5,500,000   |
| 2    | 北極                                     | 13,900,000  | 5,400,000   |
| 3    | サハラ砂漠（アフリカ）                   | 9,100,000   | 3,500,000   |
| 4    | アラビア砂漠（中東）                     | 2,600,000   | 1,000,000   |
| 5    | ゴビ砂漠（アジア）                       | 1,300,000   | 500,000     |
| 6    | パタゴニア砂漠（南アメリカ）             | 670,000     | 260,000     |
| 7    | グレートビクトリア砂漠（オーストラリア） | 647,000     | 250,000     |
| 8    | カラハリ砂漠（アフリカ）                 | 570,000     | 220,000     |
| 9    | グレートベースン（北アメリカ）           | 490,000     | 190,000     |
| 10   | シリア砂漠（中東）                       | 490,000     | 190,000     |

## 海の砂漠
- 珊瑚環礁などにおいて違法な漁法として使用される青酸化合物などの毒物や爆薬の影響により珊瑚が死滅し、海底に瓦礫のように珊瑚の死骸が広がっている現象を海の砂漠化と呼称する。東南アジアなどの珊瑚環礁において特に顕著である。
- 海洋のうち、植物プランクトンが乏しく、したがってそれを餌とする魚が少ない外洋を「海の砂漠」と形容することもある。ただし1970年代頃からそうした海でも新たに植物プランクトン（藍藻）の存在が認識されるようになった[48]。